# Johannes Sleidanus

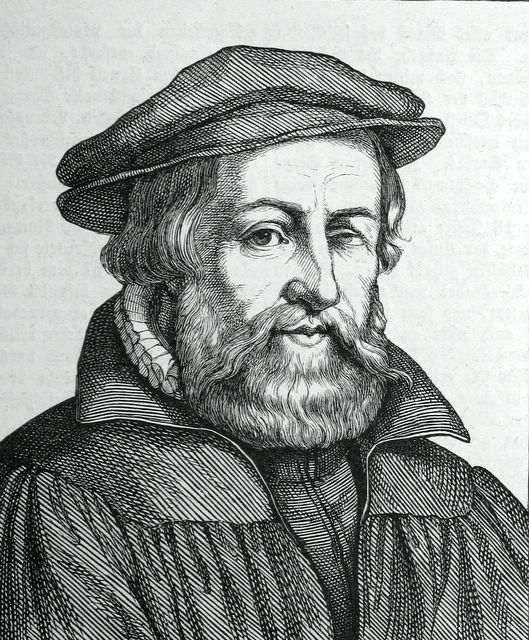
Johannes Sleidanus

Johannes Sleidanus of Johann Sleidan, geboren als Johann Baptist Philippson (Schleiden, 1506 - Straatsburg, 31 oktober 1556) was een Luxemburgs historicus, humanist en diplomaat uit de 16de eeuw.

## Levensloop

### Afkomst en studies
Sleidanus, die werd vernoemd naar zijn geboortestad Schleiden, op dat moment in het Hertogdom Luxemburg (Habsburgse Nederlanden) gelegen, was de oudste van zeven kinderen en stamde uit een familie van smeden en handelaars. 
Hij liep school in Schleiden en ging omstreeks 1520 naar het Collège Saint-Jérôme te Luik waar hij drie jaar verbleef. Daarna volgde hij een klassieke vorming aan de universiteit van Keulen. In 1529 vervolmaakte hij zich in het Grieks bij Rutgerus Rescius aan het Collegium Trilingue van de universiteit van Leuven.
Sleidanus keerde terug naar zijn geboortestad en verbleef er enkele jaren. In 1533 ging hij naar de universiteiten van Parijs en Orléans om er rechten te studeren. Nadat hij in 1535 zijn studies beëindigd had, trok hij naar Straatsburg.

### Sleidanus als diplomaat en historicus
In 1540 kwam Sleidanus in dienst van kardinaal Jean du Bellay en koning Frans I van Frankrijk als diplomaat. In die hoedanigheid nam hij het daaropvolgende jaar deel aan de Rijksdag in Regensburg en ontmoette er de voornaamste figuren van het Duitse protestantisme waaronder ook Calvijn, met wie hij reeds sinds begin 1539 correspondeerde. In 1544 nam hij ook deel aan de Rijksdag van Speyer. Wegens de onvrede met het beleid door de Franse vorst ten aanzien van het Schmalkaldisch Verbond en de vervolging van de protestanten nam Sleidanus ontslag en keerde hij terug naar Straatsburg.
Sleidanus, die verscheidene protestantse vrienden had, nam zich voor om de geschiedenis van de Reformatie te gaan schrijven. Dankzij Martin Bucer en Jakob Sturm von Sturmeck en met de steun van landgraaf Filips I van Hessen werd hij in 1545 benoemd tot historicus en diplomaat van het Schmalkaldisch Verbond. Hij begon onmiddellijk de geschiedenis van de Reformatie te onderzoeken en werd tegelijkertijd als diplomaat naar Engeland gestuurd. In december 1545 was hij bemiddelaar tijdens de vredesonderhandelingen tussen Frankrijk en Engeland. De Schmalkaldische Oorlog van 1546-1547, die het einde betekende van het Schmalkaldische Verbond, maakte eveneens een einde aan de opdracht van Sleidanus. 
Hij hield zich daarna onledig met het schrijven van vertalingen van de Mémoires van zijn leermeester Philippe de Commynes en van La Grande Monarchie de France van Claude de Seyssel en schreef eveneens verhandelingen over enkele werken van Plato. 
Tussen november 1551 en april 1552 vertegenwoordigde Sleidanus de stad Straatsburg en de Lutherse steden Esslingen, Reutlingen, Ravensburg, Biberach en Lindau op het Concilie van Trente. Daarna leidde hij met succes de onderhandelingen met koning Hendrik II van Frankrijk, die de bisschopssteden Metz, Toul en Verdun veroverd had, om hem te ontmoedigen om Straatsburg in te nemen. Sleidanus kwam vervolgens in dienst van de stad Straatsburg. 
In die periode schreef hij zijn belangrijkste werk: De Statu religionis et rei publicae Carolo Quinto. Caesare commentarii (Over de toestand van de religie en de staat onder Keizer Karel V). Het werk is gebaseerd op rijk bronnenmateriaal en kan beschouwd worden als het beste eigentijdse verslag over de Reformatie. Het was objectief en ging dieper in op de politieke achtergrond van de hervorming en de officiële standpunten van de Duitse vorsten. Tot in de 20ste eeuw vormde dit werk de basis voor het historisch onderzoek van de Reformatie. In 1560 werd het werk in het Engels vertaald door John Day. In 1556 schreef Sleidanus De quatuor summis imperiis, babylonico, persico, graeco et romano, een werk over de wereldgeschiedenis.
Hij stierf in oktober 1556 op 52-jarige leeftijd. Enkele maanden voor zijn dood werd hem de leerstoel Geschiedenis aan de nog op te richten Universiteit van Duisburg aangeboden maar hij overleed voordat hij kon benoemd worden.

## Werken
- De statu religionis et rei publicae Carolo V. Caesare commentarii, Straatsburg, 1555.
- De quatuor summis imperiis, babylonico, persico, graeco et romano, Straatsburg, 1556.
- Vertalingen van Chroniques van Jean Froissart, Mémoires van Philippe de Commynes en La Grande Monarchie van Claude de Seyssel.